# Vandino en Ugolino Vivaldi
De broers Vandino en Ugolino Vivaldi waren ontdekkingsreizigers, zeevaarders en kooplieden uit Genua.
In 1291 rustten ze twee grote galeien uit om vanuit Genua de zeeweg naar India te zoeken. Ongetwijfeld planden ze de Kaaproute te vinden door zuidwaarts rond Afrika te varen. De expeditie werd mee gefinancierd door Teodisio Doria en is bekend dankzij een korte vermelding in de annalen van diens broer Jacopo Doria. De broers voeren via Mallorca door de Straat van Gibraltar, waarna niets meer van hen werd vernomen. Ze moeten schipbreuk hebben geleden voor de Afrikaanse kusten. 
Pietro d'Abano vermeldde in 1310 de exploten van de broers en twee jaar later (her)ontdekte de Genuees Lancelotto Malocello de Canarische eilanden, mogelijk op zoek naar of geïnspireerd door zijn verdwenen landgenoten. In de tijd van Christoffel Colombus – ook een Genuees – was het lot van de broers nog steeds voer voor speculatie. Hij zocht een alternatieve route naar het westen, want het waren de Portugezen die de rondvaart van Afrika naar Indië ondertussen hadden geopend en beheersten.